# Cem İlkel
Cem İlkel (* 21. August 1995 in Istanbul) ist ein türkischer Tennisspieler.

## Karriere
İlkel spielte bis 2018 meist auf der Future Tour und gewann dort bislang 4 Titel im Einzel sowie 13 Titel im Doppel.
Sein Debüt auf der ATP Tour gab er 2015 bei seinem Heimturnier in Istanbul. Dort, mit einer Wildcard ausgestattet, unterlag er in der ersten Runde Daniel Gimeno Traver mit 1:6, 4:6. Auch seine weiteren Turnierteilnahmen auf dieser Ebene waren durch eine Wildcard möglich und endeten jeweils in der Auftaktrunde.
2013 wurde İlkel erstmals in die türkische Davis-Cup-Team für die Begegnung gegen Mazedonien berufen. 2015 in der Begegnung gegen Südafrika gewann und verlor er jeweils ein Match. Mit seinem Sieg gegen Ruan Roelofse sicherte er der Türkei den Punkt zum 3:2. Insgesamt spielte er bei zehn Berufungen 14 Mal und hat eine Bilanz von 7:7.

## Erfolge
| Legende (Anzahl der Siege)  |
| Grand Slam                  |
| ATP World Tour Finals       |
| ATP World Tour Masters 1000 |
| ATP World Tour 500          |
| ATP World Tour 250          |
| ATP Challenger Tour (1)     |

### Einzel

#### Turniersiege
| Nr. | Datum           | Turnier | Belag         | Finalgegner    | Ergebnis  |
| --- | --------------- | ------- | ------------- | -------------- | --------- |
| 1.  | 2. Februar 2020 | Quimper | Hartplatz (i) | Maxime Janvier | 7:66, 7:5 |